# Guvernadur
Guvernadur (rjeđe u arhivskim dokumentima i Gubernadur) od 1511., činovnik koji je posredovao u sporovima između Crnogoraca i Mletačke republike, a od 1717. i kasnije, do 1830. godine, važna politička titula u Crnoj Gori.

## Spomeni guvernadura
Spomeni guvernadura u arhivskoj građi postoje od 1511. godine. Neki povjesničari (poput Zana Grbičiča) smatraju da je prvi guvernadur bio Ivan Antonije Bolica, od 1688. do 1692., šef mletačke vojne posade na Cetinju, koji se navodi kao Gouvernatore del Monte Negro. Lazar Tomanović smatra da je prvi guvernadur bio Đikan Vukotić. Nakon njega se kao guvernaduri spominju vođe iz obitelji Radonjića i Kovačevića, da bi od sredine 18. stoljeće titula guvernadur postala nasljedna u obitelji Radonjića.
Prvi nesporni, u povjesnici dokumentirani podatak o nekom Crnogorcu kao guvernaduru, potječe iz 1739. godine. U izvještaju providura Dolfina iz Kotora mletačkome Senatu u Veneciji navodi se kako među crnogorskim vođama "...prvo mjesto zauzimaju dva serdara, knez Petar Savić i pop Joko Stanišić, koji su potčinjeni guvernaduru Vukadinu Vukotiću". Iz 1742. postoji sačuvan dokument, pismo crnogorskih vođa ruskoj carici da će vladika Sava Petrović doći u Rusku Carstvo radi dobivanja potpore. Pismo je potpisao Vukadin Vukotić, gubernator Sve Crne Gore.
Oko 1750. godine, po pretpostavci, Vukotić je zamijenio svoje zvanje guvernadura s titulom serdara sa Stanislavom Radonjićem, dotadašnjim serdarom Katunske nahije. Ova verzija se u crnogorskoj povijesnici uzima kao najvjerojatnija, no, ipak, nikada dokazana. Od toga perioda, titula serdara Katunske nahije se nalazila u obitelji Vukotić s Čeva, a titula guvernadura u obitelji Radonjića s Njeguša. Ipak u dokumentima se, i nakon orijentaciono naznačenog datuma zamjena titula, spominje i izvjesni Vukotić kao guvernadur od 1762. do 1764. godine. 
Vladka Sava Petrović je najkasnije 1770. priznao Jovanu Radonjiću nasljednu titulu guvernadura.

## Kronologija guvernadura
U crnogorskoj povijesnici ne postoji pouzdana kronologija svih guvernadura. Najvjerojatniji redosljed guvernadura, od onih s tom titulom koj su bili Crnogorci, izgleda ovako:
- Đikan Vukotić;

- Vukan (Vukajlo) Vukotić;

- Stano Radonjić;

- Vukota Vukotić (u arhivskoj građi i Vukota Ozrinić, pomen iz 1711.;

- Stefan Kovačević (iz Cuca);

- Vukadin Vukotić, (pomeni iz 1739., 1742., te pretpostavka da je oko 1750. prenio guverdadursku titulu na obitelj Radonjića);

- Stanislav Radonjić (pomen iz 1755., posljednji pomen kao guvenadura iz 1758.);

- Vukajlo Radonjić (guvernadur od 1758. – 1762.);

- Vukotić, nepoznatog imena (guvernadur 1762. – 1764.);

- Jovan Radonjić (poznat u literaturi i pod imenima Jovan, Joko, Jovo, Ioan, Iovan, Ivan i Iova, guvernadur 1764. – 1802.);

- Vukolaj Radonjić (poznat i po imenima Vuk, Vuko i Vukajle, guvernadur 1803. – 1830.).[2]

## Politička djelatnost guvernadura
Ugovorom između Mletačke republike i prvaka Katunske nahije 1717. precizira se mletačko pokroviteljstvo i ratni savez. Zauzvrat, za guvernadura Katunjana i njihova dva serdara obvezali su se Mlečani isplaćivati mjesečne plate.
Konačnm prijelazom titule guvernadura sredinom 18. stoljeća u obitelj Radonjića, poslije vladajuće dinastije Petrovića najbogatije i najutjecajnije obitelji u Crnoj Gori, titula dobiva na političkom značenju. Nakon smrti Šćepana Malog 1773., guvernadur ''Jovan Radonjić'' iskoristio je priliku u postao spoljno-političkim liderom, te je od 1779. do 1781. s Austrijom vodio povjerljive pregovore o eliminiziranju ruskoga i širenju austrijskoga utjecaja u Crnoj Gori.
Nakon dolaska Petra I. Petrovića Njegoša na čelo crnogorske države i crnogorske crkve  1784. naići će guvernaduri na njegov snažan otpor. Petar I. je svoj ugled među Crnogorcima učvrstio odsudnom pobjedom nad Osmanlijama u Bitki na Krusima 1796. godine, te utemeljenjem suvremene crnogorske države kroz Zakonik opšči crnogorski i brdski i Praviteljstvo suda crnogorskog i brdskog.
Unatoć bliskosti i povjerljivih veza guvernadura Radonjića s Austrijom, povjesnica nema niti jednoga dokaza da su oni radili na podrivanju neovisnosti i slobode Crne Gore,zapravo ne više, ni češće od drugih "glavara" u Crnoj Gori, kao što su na primjer Plamenac i sam Petar I. Dapače, guvernaduru Radonjići su hrabri akteri svih vojnih operacija i vješte diplomate koje su i kod Austrije  radile na potpori neovisnosti i slobodi Crne Gore. Životni cilj im je bio uvedjenje Crne Gore u moderne europske tokove.
Takvo stanje stvari je uvećalo i održalo njihov ugled među Crnogorcima. Kada je Petar I. 1818. pokušao lišiti Vukolaja Radonjića zvanja guvernadura, u stvarnosti se to nije reliziralo, jer je on imao snažne sljedbenike u crnogorskim vođama (original - glavarima).

## Kraj guvernadura
No, nakon smrti Petra I. (kanoniziran kao Sveti Petar Cetinjski), guverdadur Vukolaj Radonjić osporio je njegovom sinovcu Petru II. Petroviću Njegošu pravo na nasljednu vlast na crnogorskom tronu. Guvernadur Radonjić je najprije kod Rusa pokušao osporiti Njegošev izbor, a potom i kod Austrijanaca koji su bili voljni poduprijeti njegovu djelatnost na destabiliziranju Njegoševe vlasti. 
Sastao se guvernadur Radonjić 15. studenog 1830. s austrijskim generalom Ticom u mjestu Puč, u blizini Kotora (tada u sastavu Austrije), što je zamijećeno na Cetinju, pa je Radonjić uhićen i po kartkom postupku, već 17. studenog 1830. osuđen na smrt. No, Njegoš ga je pomilovao i kaznu preinačio u trajno ukidanje guvernadurstva. Našao se Vukolaj Radonjić na slobodi, no nastavio je održavati konspirativne veze s Austrijancima. Crnogorci su nakon dvije godine zapljenili njegovu prepisku i Crnogorski Senat je 4. siječnja 1832. Radonjića uhitio, a obitelj osudio na progonstvo, dom mu je razrušen. Poslije puštanja 4. svibnja 1832. nastanio se Vukolaj Radonjić u Kotoru i nakon nekih deset dana tu i umro (30. svibnja). Guvernadurstvo nikada nije obnovljeno.

## Komentar
Dinastija Petrović je, tijekom svoje vladavine, guvernadure iz obitelji Radonjića smatrala svojim najvećim unutarnjim konkurentima. Žigosala ih je kao izdajnike crnogorske neovisnosti i slobode. Takve ocjene, sve do 1830. godine, nemaju utemeljenje u sačuvanim arhivskim dokumentima. I nakon kraja guvernadurstva, objavljivani su tekstovi protiv guvernadura, uključujući i one u ruskoj štampi. Evo nekih ocjena iz jednog takvog članka, koji može svjedočiti o gnjevu dinastije Petrović (tekst na crnogorskom jeziku):
- Odlučeno je: prvo, da se uništi guvernadurstvo, koje je kao zvanje žigosano tolikim intrigama i izdajama, usmjerenim protiv nezavisnosti Crnogoraca, i drugo, na osnovu prvog paragrafa Zakonika Petra Prvog Svetog da iz Crne Gore istjeraju guvernadura Vuka Radonjića. Te odluke narodne skupštine odmah su izvršene. Kuća guvernadura Radonjića spaljena je i sasvim srušena, a Vuko, kao nedostojni sin crnogorske zemlje, čijom su nezavisnošću on i njegovi preci tako dugo trgovali, protjeran je s čitavom porodicom u Austriju. Njegovi potomci, pod nazivom „Guvernadurovići” i danas žive u Kotoru i sada primaju penziju od austrijske vlade. Tako je uništena glavna tačka oslonca, ta, tako reći, Ahilova peta Crne Gore, na koju je precizno bila usmjerena sva politička baterija zapadnih sila, i na koju su se oslanjale sve njihove sitne i spletkaroške političke radnje, posredstvom kojih su one nastojale da unište odnose Crne Gore i Rusije i potčine Crnogorce svojem moralnom uticaju, ili čak, konačnom porobljavanju i podanstvu.[3]

## Mišljenje
Crnogorski znanstvenik i akademik dr. Radovan Radonjić objavio je 2009. godine studiju o guvernadurima u kojoj je opovrgao tvrdnje kako je obitelj Radonjić navodno radila protivu interesa crnogorske države. U povodu tiskanja svoje studije dr. Radonjić je kazao (cit.original., na crnogorskom):
- "Sud o guvernadurima kao izdajnicima Crne Gore, nije samo farsičan već i nešto mnogo gore od toga. Niko nikad nije pružio nijedan dokaz o guvernadurskoj izdaji. To uostalom potvrđuje „crno na bijelo“ i sama crnogorska istoriografija, koja je taj sud izrekla. Jedini dokument koji je akterima protjerivanja guvernadura iz zemlje poslužio kao „pokriće“ za takav čin - tzv. odluka Senata crnogorskog - velika je prevara, utemeljena na krajnje neinteligentno napravljenim falsifikatima. Svi crnogorski istoričari to znaju i svi o tome ćute. Pojedini će, doduše, priznati guvernadurima izvjesne zasluge, ili čak kazati da su u nekim važnim stvarima prednjačili mitropolitima, ali nijedan neće da kaže da je priča o guvernadurskoj izdaji neistinita, ili makar da zatraži da se s njom prestane dok se, eventualno, ne pronađe dokaz koji bi je potvrdio".

Autor djela "Njegoš - pjesnik, vladar, vladika" Milovan Đilas dao je svoj doprinos u traganju za istinom o životu i doprinosu guvernadurskoj obitelji Radonjića:
- Dug crnogorske istoriografije prema guvernadurima Radonjićima osobito je velik. I to upravo u onom smislu o kome govori jedna izjava Milovana Đilasa od prije dvije decenije, u kojoj se eksplicitno kaže da “istorijska nauka duguje Radonjićima i guvernadurima pravdu i istinu”.(Milovan Đilas, Njegoš – pjesnik, vladar, vladika, Beograd-Ljubljana 1988., str.07).

Đilas je ovo svoje stanovište obrazložio time da su guvernaduri Radonjići, kao “najviše zemaljske poglavice”, krčili i prokrčili mnoge puteve slobode i napretka “ i za same Petroviće i za Crnu Goru”

## Vanjske poveznice
- Akademik Radovan Radonjić o svojoj studiji "Guvernadursko-mitropolitska kontroverza u crnogorskoj istoriografiji"

- O guvernadursko-mitropolitskoj kontroverzi u crnogorskoj historiografiji[neaktivna poveznica]

- Emisija "Živa istina" RTV IN 14.1.2011. gost Akademik Radovan Radonjić (VIDEO)

- RT CG emisija "GUVERNADURI"

- Emisija "Istorijske paralele" TV Montena,6.4. 2011.  (VIDEO)

- Stari grb Radonjića (Grbovnik / Arhiv Nirnberg i Dvorski istorijski arhiv - Beč)

- "Sve dođe na viđelo"   Arhivirana inačica izvorne stranice od 24. svibnja 2012. (Wayback Machine)

- PREDSTAVLjENA MISIJA FONDACIJE "GUVERNADURI RADONjIĆI"

- Akademik Radovan Radonjić "O političkom nasljeđu Crnojevića" str 684-694.   Arhivirana inačica izvorne stranice od 6. ožujka 2016. (Wayback Machine)